# Espace de Cantor
Pour les articles homonymes, voir Cantor.
En mathématiques, plus précisément en topologie, on appelle espace de Cantor l'espace produit {\displaystyle K=\{0,1\}^{\mathbb {N} }}, où {\displaystyle \{0,1\}} est muni de la topologie discrète.

## Propriétés
C'est un espace compact métrisable à base dénombrable (en fait, pour un espace compact, être métrisable ou être à base dénombrable sont des propriétés équivalentes) et totalement discontinu, qui a la propriété suivante :
Tout espace métrisable à base dénombrable totalement discontinu est homéomorphe à un sous-espace de K.
Cela fournit en particulier un moyen commode pour compactifier les espaces métrisables à base dénombrable totalement discontinus. On en déduit que tout espace mesurable dénombrablement engendré et séparé[Quoi ?] est isomorphe à une partie de K munie de la tribu induite par la tribu borélienne de K.
- L'espace de Cantor est de dimension 0.
- D'après un théorème de Brouwer, tout compact métrisable non vide totalement discontinu et parfait (c.-à-d. sans point isolé) lui est homéomorphe[1] (par exemple : l'ensemble de Cantor). Un corollaire[2] est que si X est un espace localement compact mais non compact, à base dénombrable, totalement discontinu et parfait (par exemple : l'espace de Cantor privé d'un ensemble fini non vide de points), alors le compactifié d'Alexandrov de X est homéomorphe à l'espace de Cantor.
- C'est un sous-espace de l'espace de Baire NN (qui est naturellement muni d'une distance ultramétrique) et du cube de Hilbert [0, 1]N.
- C'est aussi, en probabilités, l'espace canonique sur lequel on construit le jeu de pile ou face.
- Il a la puissance du continu, et on démontre par exemple que tout borélien non dénombrable d'un compact métrisable a la puissance du continu, en prouvant qu'il contient un sous-espace homéomorphe à K[réf. nécessaire] (le théorème d'isomorphisme de Kuratowski est plus puissant).